# St. Paul (Augsburg)

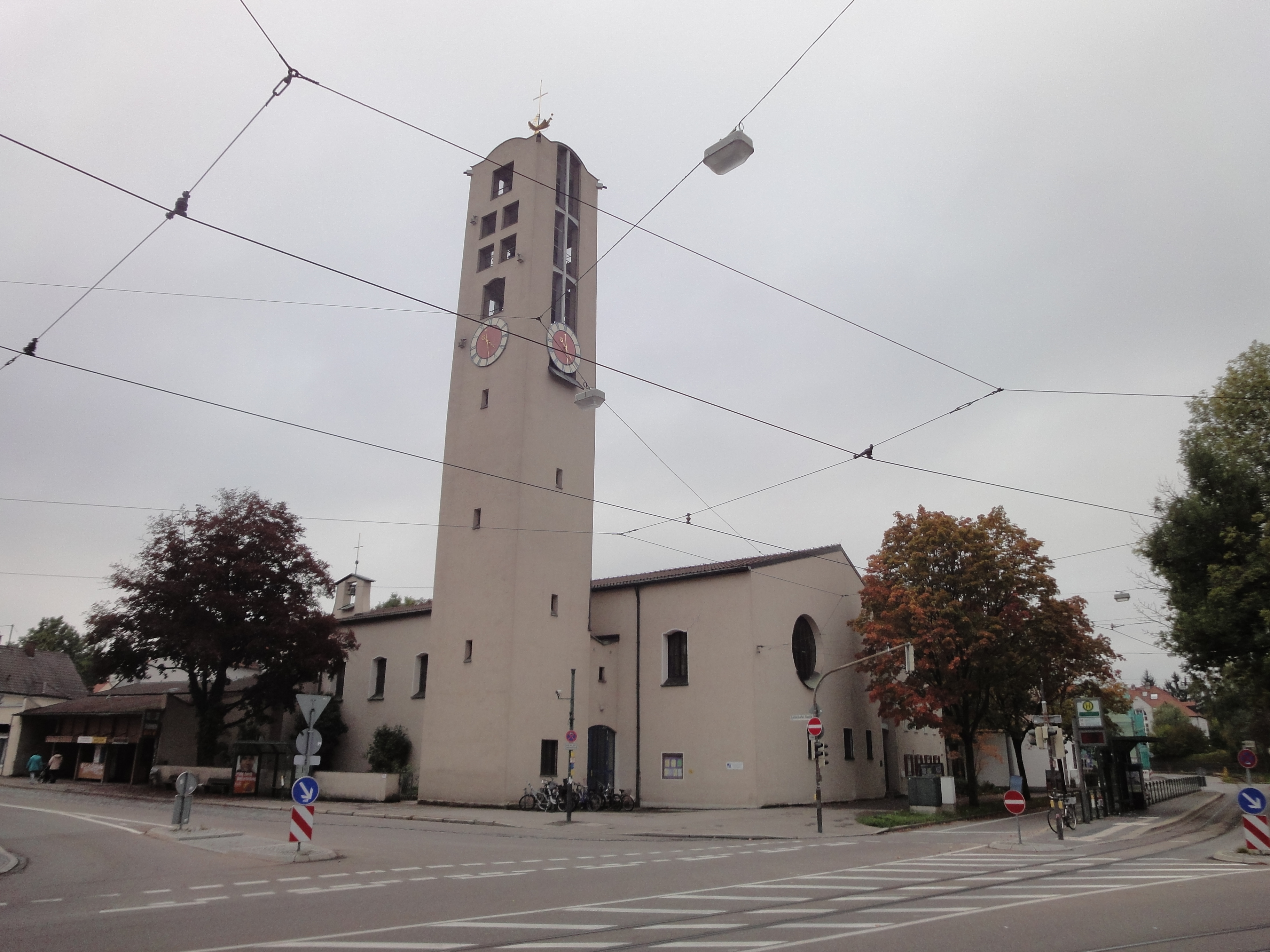
St.-Paul-Kirche

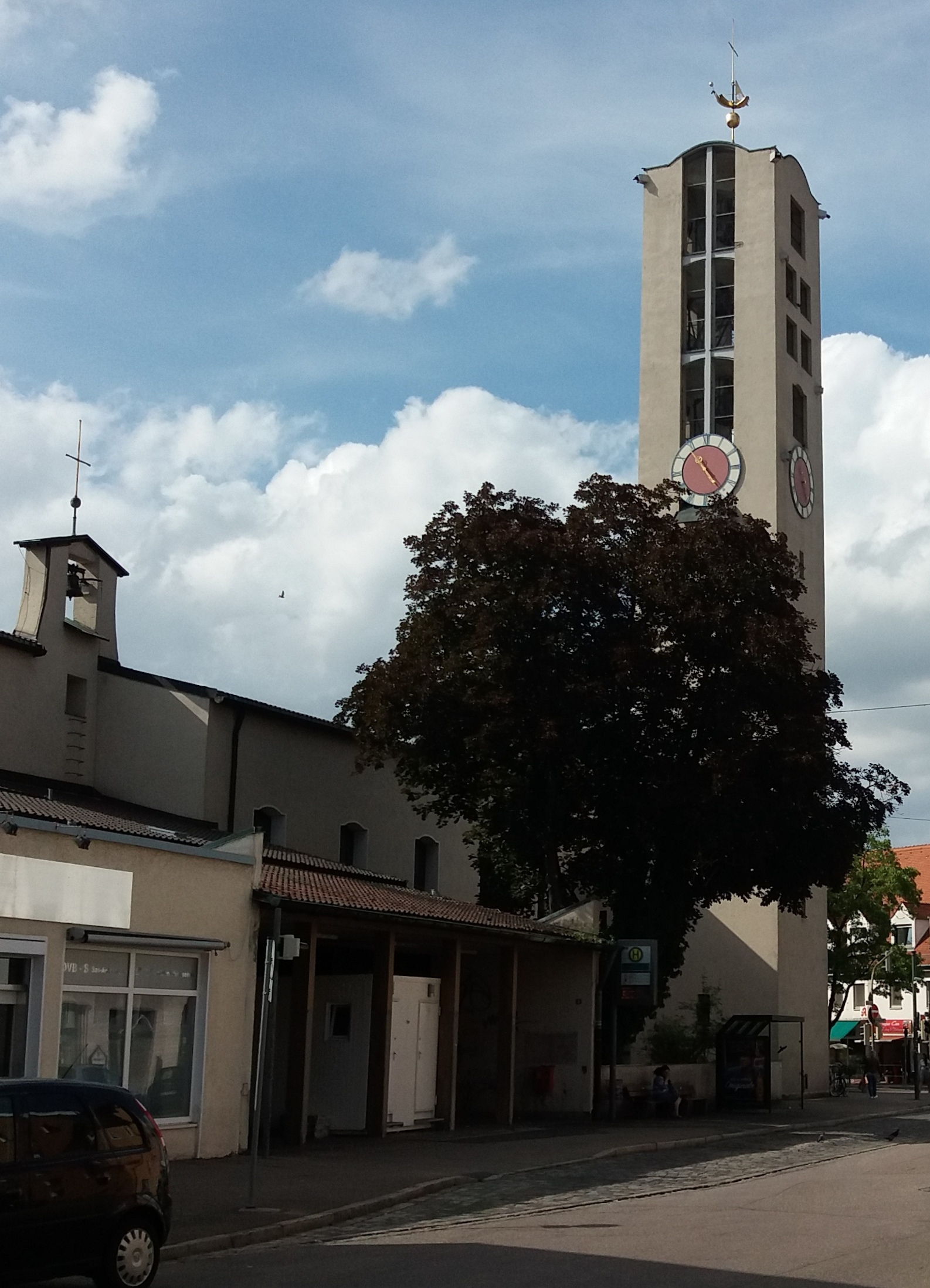
Kirchturm

St. Paul ist eine evangelisch-lutherische Kirche in der bayerischen Großstadt Augsburg. Sie befindet sich im Stadtteil Pfersee und bildet mit Pfarr- und Gemeindehaus ein Baudenkmal.

## Geschichte
Bis Anfang des 19. Jahrhunderts gehörte das Dorf Pfersee zur Markgrafschaft Burgau (Vorderösterreich). Deshalb war es evangelischen Christen verboten hier zu leben, da sie verdächtig waren, für feindliche Mächte zu spionieren. Erst nachdem Pfersee zu Bayern gekommen war, wurde dieses Verbot aufgehoben. So lebten Mitte des 19. Jahrhunderts erstmals etwa 30 evangelische Christen in Pfersee.
Mit Beginn der Industrialisierung und der Ansiedlung der Spinnereien und Webereien stieg Zahl der Evangelischen, die hier Arbeit suchten und fanden, sprunghaft an. Um 1880 wohnten 550 Evangelische in Pfersee, um die Jahrhundertwende etwa 1000 und um die Zeit des Ersten Weltkriegs schließlich 2000.
Seit 1870 wurden in Pfersee evangelische Gottesdienste in verschiedenen Wirtshäusern gefeiert. 1885 kam die erste evangelische Diakonisse nach Pfersee. Gemeinsam mit ihren Mitschwestern kümmerte sie sich um Menschen, die in Not geraten waren. Die Gemeindeschwestern besuchten die Kranken, halfen den Witwen, versorgten Familien mit Essen, Kleidung und manch einer Mark. Und dabei hatten sie und ihre Nachfolgerin alle Hände voll zu tun, denn die Armut in den Arbeitervierteln war unvorstellbar groß.

## Das Bethaus
1888 nahm man den Bau des Bethauses in Angriff. Am 19. Januar 1888 war ein Grundstück für die Summe von 1530 Mark in der Jakobine-Lauber-Straße gekauft worden. Bereits am 2. Weihnachtsfeiertag 1888 konnte die Gemeinde den ersten Gottesdienst in ihrem neuen Betsaal feiern. 1903 wurde das Bethaus nach Norden hin erweitert, 1910 fand die Erweiterung nach Süden statt.
Die wichtigste Aufgabe, die die Diakonissen im Bethaus erfüllten, war die Betreuung der Kinder der Arbeiterinnen. 1888 hatten sie mit 100 Kindern begonnen, während des Ersten Weltkriegs betreuten sie 385 Kinder. Darüber hinaus bot das Bethaus den Arbeiterfamilien einen Ort, an dem man sich treffen, miteinander ins Gespräch kommen und gemeinsam Gottesdienste feiern konnte. Eine Zeitlang beherbergte es sogar ein Altenheim, in dem ältere Frauen ihren Lebensabend verbringen konnten.

## Bau der Kirche St. Paul
Nachdem schon um 1923 erstmals Pläne zum Bau einer evangelischen Kirche gemacht wurden, die allerdings aufgrund der unsicheren Zeiten wieder verworfen worden waren, begann man in den 60er Jahren mit der Planung der Kirche St. Paul. Am 8. Oktober 1957 wurde durch die Evang.-Luth. Gesamtkirchenverwaltung ein Kirchenbauplatz gekauft, in unmittelbarer Nachbarschaft zur alten katholischen Kirche St. Michael von Pfersee. 1959 übernahm Gustav Gsaenger, Architekt aus München, die Planung und Bauführung. Im Juli 1962 begann der Bau und am 17. November 1962 folgte die Grundsteinlegung.
Ende 1962 wurden bei der Erdinger Glockengießerei Czudnochowski fünf Glocken in Auftrag gegeben. Am 8. November 1963 konnte Hebauf gefeiert werden und am 14. Juni 1964 wurde schließlich die neue Kirche St. Paul eingeweiht.

## Nutzung des Bethauses
Nach dem Bau der Kirche hatte der ehemalige Betsaal seine gottesdienstliche Funktion verloren. Im Juni 1974 zog die evangelische Kindertagesstätte St. Paul in ihr neu errichtetes Gebäude in der Uhlandstraße 2. Im Jahr 1977 verließ die letzte Diakonisse die Station Bethaus-Pfersee. Heute ist im ehemaligen Betsaal eine Einrichtung der Klaucke’schen Stiftung für unbegleitete minderjährige Flüchtlinge untergebracht. Im Mittelteil hat die evangelische Sozialstation Pfersee-Kriegshaber ihre Büroräume untergebracht und im Südteil befindet sich der Hort der Kita St. Paul.